# Heinrich Bach I
Heinrich Bach (Wechmar, 1615. szeptember 16. – Arnstadt, 1692. július 10.), német orgonista, zeneszerző.
A Bach-család arnstadti vonalának megalapítója. Apja korai halála után legidősebb testvéréhez került, aki megtanította orgonálni. Vele együtt utazott Suhlba és Schweinfurtba.
1635-ben belépett a Johann által vezetett erfurti városi zenészcsoportba, és 1641-ig ott is dolgozott, majd az arnstadti Boldogasszony- és Felsőtemplom orgonistája volt egészen haláláig.
1642-ben feleségül vette a suhli Hoffmann fiatalabb lányát.
Művei elvesztek, csupán az Ich danke dir, Gott című egyházi kórusműve maradt meg az erfurti Michaeliskirche kottatárában.